# Џенифер Карпентер
Џенифер Карпентер (Луивил; 7. децембар 1979) је америчка глумица. Ширу пажњу јавности привукла је улогом насловне јунакиње у натприродном хорор филму Егзорцизам Емили Роуз, којом је утврђена као једна од краљица вриска. Пробој у каријери остварила је тумачењем улоге Дебре Морган у криминалистичкој драмској серији Декстер, коју је поново играла и у мини-серији Декстер: Нова крв. Добитница је награда MTV Movie Award и Награде Сатурн, а такође је више пута номинована за Телевизијске награде по избору критичара и Награде Удружења филмских глумаца (четири пута).
Поред улоге у серији Декстер, на телевизији је играла и Ребеку Харис у комично-драмској серији Limitless (2015–2016), као и Ерику Шепард у драмској серији The Enemy Within (2019). На филму је запажена по улогама Анђеле Видал у хорор филму снимљеном техником „пронађене снимке” Карантин, као и Соње Блејд у директно-на-видео филмовима из франшизе Mortal Kombat: Scorpion’s Revenge (2020) и Mortal Kombat: Battle of the Realms (2021).

## Младост и образовање
Карпентер је рођена у Луивилу, савезна држава Кентаки, као ћерка Кетрин (рођене Мичел) и Роберта Карпентера. Похађала је католичке школе. Глумачку обуку започела је у програму конзерваторијума Walden Theatre, а касније наставила на чувеној школи Џулијард у Њујорку (глумачки одсек, група 31: 1998–2002).
Још пре дипломирања добила је улогу у бродвејској обнови Милерове драме The Crucible, у којој су главне улоге тумачили Лијам Нисон и Лора Лини.

## Каријера
Карпентер је први пут привукла пажњу критике улогом у филму Егзорцизам Емили Роуз. У филм је ангажована на предлог колегинице Лоре Лини, с којом је претходно сарађивала у позоришту. Роџер Иберт из Chicago Sun-Times окарактерисао је њену глуму као „исцрпљујућу“, док је Пол Арент са BBC-ја оценио да је филм ефикасан „захваљујући посвећеној глуми Џенифер Карпентер“. За ову улогу освојила је MTV Movie Award 2006. године и награду Scream Awards исте године.
Од 2006. до 2013. године тумачила је лик Дебре Морган у криминалистичкој драмској серији Декстер, која је премијерно приказана 1. октобра 2006. Њена глума усвојене сестре главног јунака била је високо цењена међу критичарима. Аустралијски новинар Џек Маркс описао је њено тумачење „кул и неспретне“ Дебре „толико уверљиво да су многи гледаоци њене мане приписивали самој глумици“. За улогу у Декстеру више пута је била номинована у категоријама за најбољу главну и споредну глумицу, а освојила је Награду Сатурн и имала је четири номинације за награду Удружења филмских глумаца, као и једну за Телевизијске награде по избору критичара.
Године 2008. играла је главну улогу у хорор филму Карантин, америчкој адаптацији шпанског филма Rec из 2007, који прати избијање вирусне епидемије у згради.
Године 2011. наступила је у оф-Бродвеј драми Gruesome Playground Injuries, као и у гостујућој улози у серији Добра жена.
У јануару 2014. објављено је да ће глумити агенткињу ФБИ-ја Леу Пирс у новој драми телевизијске куће ABC под називом Sea of Fire, али серија није добила зелено светло за реализацију. У августу исте године потврђено је да ће позајмити глас лику Џули Кидман у сурвајвал хорор видео-игри The Evil Within, што јој је био први ангажман у видео-играма. Игра је објављена у октобру 2014, а Карпентер је гласом оживела лик и у два додатна поглавља (DLC), The Assignment и The Consequence. У наставку игре, The Evil Within 2, није поновила улогу и лик је добио нову гласовну глумицу.
Почетком 2015. добила је улогу у драмској серији Limitless на CBS-у, где је играла уз Џејка Макдормана.
Дана 13. јула 2021. кабловска мрежа Showtime потврдила је да ће Карпентер поново тумачити улогу Дебре Морган у десетоделној мини-серији Декстер: Нова крв, с Клајдом Филипсом као извршним продуцентом. Серија је премијерно емитована 7. новембра 2021. године.

## Лични живот
Карпентер је 2007. године започела везу са колегом из серије Декстер, Мајклом Си Холом. Тајно су се венчали на дочеку Нове године 2008. у Калифорнији, а као брачни пар први пут су се појавили у јавности на 66. додели Златног глобуса у јануару 2009. године. У децембру 2010, објавили су заједничко саопштење у којем су навели да су поднели захтев за развод због „непомирљивих разлика“, након што су већ неко време били раздвојени. Развод је званично окончан у децембру 2011, али су остали у блиским пријатељским односима.
Дана 10. фебруара 2015. објављено је да су Карпентер и музичар Сет Авет верени и да очекују прво дете. Исте године, Карпентер је родила сина. Била је у осмом месецу трудноће током снимања пилот-епизоде серије Limitless. Са Авитом се венчала у мају 2016. године.

## Филмографија

### Филмови
| Година | Назив                                         | Улога                          | Напомене          |
| ------ | --------------------------------------------- | ------------------------------ | ----------------- |
| 2000   | Сви у напад                                   | Насумична девојка              | [ 21 ]            |
| 2002   | People Are Dead                               | Анџелина пријатељица број 2    | [ 22 ]            |
| 2003   | Ash Tuesday                                   | Саманта                        | [ 23 ]            |
| 2004   | D.E.B.S.                                      | Хистерична студенткиња         | [ 24 ]            |
| 2004   | Беле рибе                                     | Лиса Андерсон                  | [ 25 ]            |
| 2005   | Last Days of America                          | Пријатељ у Њујорку број 2      | [ 26 ]            |
| 2005   | Lethal Eviction                               | Сара / Теса / Бет              | [ 27 ]            |
| 2005   | Егзорцизам Емили Роуз                         | Емили Роуз                     | [ 28 ]            |
| 2006   | The Dog Problem                               | Црвенокоса конобарица          | [ 29 ]            |
| 2007   | Battle in Seattle                             | Сем                            | [ 30 ]            |
| 2008   | Карантин                                      | Анџела Видал                   | [ 31 ]            |
| 2010   | Брже                                          | Нан Портерман                  | [ 32 ]            |
| 2011   | Seeking Justice                               | Труди                          | [ 33 ]            |
| 2012   | Gone                                          | Шерон Ејмс                     | [ 34 ]            |
| 2012   | The Factory                                   | Келси Вокер                    | [ 35 ]            |
| 2012   | Ex-Girlfriends                                | Кејт                           | Извршни продуцент |
| 2014   | Avengers Confidential: Black Widow & Punisher | Наташа Романова / Црна удовица | Енглеска верзија  |
| 2014   | The Devil's Hand                              | Ребека                         | [ 38 ]            |
| 2015   | Scooby-Doo! and Kiss: Rock and Roll Mystery   | Чикара (глас)                  | Видео             |
| 2017   | Brawl in Cell Block 99                        | Лорен Томас                    | [ 40 ]            |
| 2018   | Batman: Gotham by Gaslight                    | Селина Кајл (глас)             | Видео             |
| 2018   | Dragged Across Concrete                       | Кели Самер                     | [ 42 ]            |
| 2020   | Mortal Kombat Legends: Scorpion's Revenge     | Соња Блејд                     | Видео             |
| 2021   | Mortal Kombat Legends: Battle of the Realms   | Соња Блејд                     | Видео             |
| 2021   | A Mouthful of Air                             | Луси                           | [ 45 ]            |

### Телевизија
| Година    | Назив              | Улога         | Напомене                           |
| --------- | ------------------ | ------------- | ---------------------------------- |
| 2005      | Queen B            | Кристен       | Телевизијски филм                  |
| 2006–2013 | Декстер            | Дебра Морган  | Главна улога                       |
| 2009      | Dexter: Early Cuts | Дебра Морган  | 2 епизоде                          |
| 2011      | Добра жена         | Памела Рејкер | Епизода: Parenting Made Easy       |
| 2011–2013 | Pound Puppies      | Пепер (глас)  | 5 епизода                          |
| 2014      | Роботизовано пиле  | Гласови       | Епизода: Victoria's Secret of NIMH |
| 2015–2016 | Limitless          | Ребека Харис  | Главна улога                       |
| 2019      | The Enemy Within   | Ерика Шепард  | Главна улога                       |
| 2021–2022 | Декстер: Нова крв  | Дебра Морган  | Главна улога, мини-серија          |
| 2025      | 1923               | Меми Фосет    | 4 епизоде                          |

### Веб-игре
| Година | Назив           | Улога       | Напомене |
| ------ | --------------- | ----------- | -------- |
| 2014   | The Evil Within | Џули Кидман | [ 56 ]   |

## Награде и номинације
| Година | Награда                                     | Категорија                                            | Остварења             | Резултат   |        |
| ------ | ------------------------------------------- | ----------------------------------------------------- | --------------------- | ---------- | ------ |
| 2006   | Fangoria Chainsaw Awards                    | Најбоља споредна глумица                              | Егзорцизам Емили Роиз | Номинована | [ 57 ] |
| 2006   | MTV Movie & TV Awards                       | Награда за највеће глумачко откриће                   | Егзорцизам Емили Роиз | Номинована | [ 7 ]  |
| 2006   | MTV Movie & TV Awards                       | МТВ филмска награда за најбољу изведбу Scared-As-Shit | Егзорцизам Емили Роиз | Победила   | [ 7 ]  |
| 2006   | Награде Сатурн                              | Најбоља споредна глумица                              | Егзорцизам Емили Роиз | Номинована | [ 8 ]  |
| 2006   | Scream Awards                               | Пробојна улога                                        | Егзорцизам Емили Роиз | Победила   | [ 58 ] |
| 2007   | Награде Сатурн                              | Најбоља споредна глумица на телевизији                | Декстер               | Номинована | [ 59 ] |
| 2008   | Fright Meter Awards                         | Најбоља глумица                                       | Карантин              | Номинована | [ 60 ] |
| 2008   | Награде Сатурн                              | Најбоља споредна глумица на телевизији                | Декстер               | Номинована | [ 61 ] |
| 2009   | IGN награде                                 | Најбољи наступ                                        | Декстер               | Номинована | [ 62 ] |
| 2009   | Награде Сатурн                              | Најбоља споредна глумица на телевизији                | Декстер               | Победила   | [ 63 ] |
| 2009   | Награде Удружења филмских глумаца           | Изузетно извођење ансамбла у драмској серији          | Декстер               | Номинована | [ 64 ] |
| 2009   | Scream Awards                               | Најбоља хорор глумица                                 | Карантин              | Номинована | [ 65 ] |
| 2009   | Scream Awards                               | Најбоља споредна глумица                              | Декстер               | Победила   | [ 65 ] |
| 2010   | Gold Derby Awards                           | Споредна глумица у драми                              | Декстер               | Номинована | [ 66 ] |
| 2010   | Golden Nymph Awards                         | Изузетна глумица у драмској серији                    | Декстер               | Номинована | [ 67 ] |
| 2010   | Награде Сатурн                              | Најбоља споредна глумица на телевизији                | Декстер               | Номинована | [ 68 ] |
| 2010   | Награде Удружења филмских глумаца           | Изузетно извођење ансамбла у драмској серији          | Декстер               | Номинована | [ 69 ] |
| 2010   | Scream Awards                               | Најбоља споредна глумица                              | Декстер               | Номинована | [ 70 ] |
| 2011   | Награде Сатурн                              | Најбоља споредна глумица на телевизији                | Декстер               | Номинована | [ 71 ] |
| 2011   | Награде Удружења филмских глумаца           | Изузетно извођење ансамбла у драмској серији          | Декстер               | Номинована | [ 72 ] |
| 2012   | Награде Сатурн                              | Најбоља споредна глумица на телевизији                | Декстер               | Номинована | [ 73 ] |
| 2012   | Награде Удружења филмских глумаца           | Изузетно извођење ансамбла у драмској серији          | Декстер               | Номинована | [ 74 ] |
| 2013   | Телевизијске награде по избору критичара    | Најбоља споредна глумица у драмској серији            | Декстер               | Номинована | [ 75 ] |
| 2013   | Gold Derby Awards                           | Споредна глумица у драми                              | Декстер               | Номинована | [ 76 ] |
| 2013   | Online Film & Television Association Awards | Најбоља споредна глумица у драмској серији            | Декстер               | Номинована | [ 77 ] |
| 2013   | Награде Сатурн                              | Најбоља споредна глумица на телевизији                | Декстер               | Номинована | [ 78 ] |
| 2014   | Prism Awards                                | Женска представа у драмској серији са више епизода    | Декстер               | Номинована | [ 79 ] |
| 2014   | Награде Сатурн                              | Најбоља глумица на телевизији                         | Декстер               | Номинована | [ 80 ] |